# Moon over Bourbon Street
«Moon over Bourbon Street» — пятый сольный сингл Стинга с его дебютного сольного альбома The Dream of the Blue Turtles. Он сумел занять 44 место в UK singles chart.

## О песне
Стинг заявил, что написал песню в Новом Орлеане и что она была вдохновлена готическим нуар-романом Энн Райс «Интервью с вампиром», действие которого частично происходит во Французском квартале города. Песня достигла 44 места в британском чарте синглов.
Сам Стинг сказал о композиции: «Это было вдохновлено книгой Энн Райс „Интервью с вампиром“, прекрасной книгой о вампире, который стал вампиром случайно. Он бессмертен и вынужден убивать людей, чтобы жить, но его совесть осталась нетронутой. Это прекрасная, пронзительная душа, которая вынуждена творить зло, но хочет остановиться. И снова эта двойственность заинтересовала меня». Он также заявил, что, хотя песня была написана по мотивам романа Райс, «однажды лунной ночью во Французском квартале Нового Орлеана у меня было отчетливое ощущение, что за мной следят», что также способствовало возникновению мелодии.
Мелодия основана на джазовом стандарте «Autumn Leaves».
В этой песне Стинг играет на контрабасе.
В 2003 году Стинг перезаписал песню в качестве би-сайда на сингле «Send Your Love», который занял 30-е место в музыкальных чартах Великобритании.
Название песни отсылает к историческому маршруту Бурбон-стрит во Французском квартале Нового Орлеана.

## Чарты
| Страна         | Чарт                           | Позиция | Источник |
| -------------- | ------------------------------ | ------- | -------- |
| Польша         | LP3                            | 2       | [ 5 ]    |
| Великобритания | Official Singles Chart Top 100 | 44      |          |